# 拉库尔马里尼
拉库尔马里尼（法語：La Cour-Marigny，法語發音：[la kuʁ maʁiɲi]）是法国卢瓦雷省的一个市镇，属于蒙塔日区。

## 地理
拉库尔马里尼（47°53'32"N, 2°35'42"E）面积13.43 平方千米，位于法国中央-卢瓦尔河谷大区卢瓦雷省，该省份为法国中北部省份，北起埃松省，西北接厄尔-卢瓦省，西南接卢瓦-谢尔省，南至涅夫勒省和谢尔省，东临约讷省，东北接塞纳-马恩省。
与拉库尔马里尼接壤的市镇（或旧市镇、城区）包括：蒂莫里、洛里斯、蒙特罗、努瓦耶、加蒂奈地区乌苏瓦。

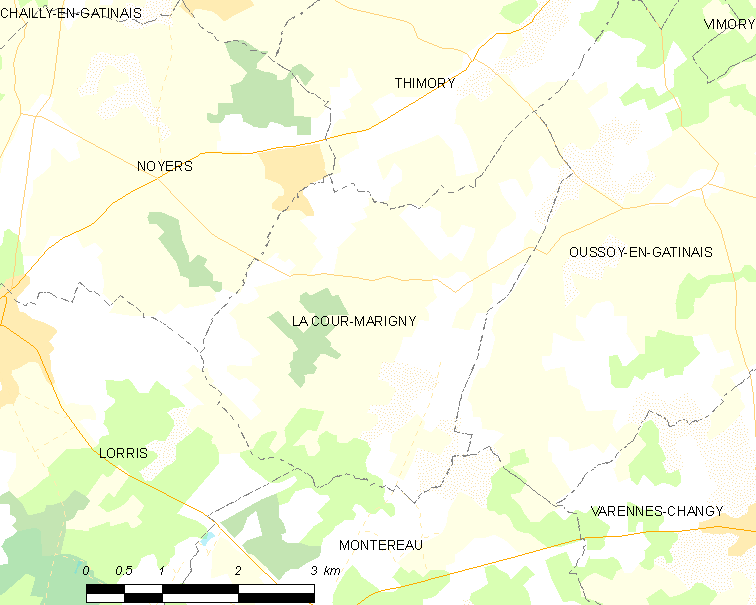
拉库尔马里尼的OSM定位图

拉库尔马里尼的时区为UTC+01:00、UTC+02:00（夏令时）。

## 行政
拉库尔马里尼的邮政编码为45260，INSEE市镇编码为45112。

## 政治
拉库尔马里尼所属的省级选区为洛里斯县。

## 人口

1962-2008年间拉库尔马里尼人口变化图示

拉库尔马里尼于2022年1月1日时的人口数量为367人。